# ランド (通貨)
ランド (Rand、英語読み)、ラント（アフリカーンス語読み） は、南アフリカ共和国の通貨。ISO 4217の通貨コードはZAR。補助単位は100分の1のセント。通貨記号はR、セントはcで表記される。1961年、南アフリカ共和国が成立すると同時にそれまでの法定通貨であった南アフリカ・ポンドに対し2ランド＝1ポンド、また1ランド＝10シリングのレートで導入された。
制度上の歴史においては金融ランドと並んで商業ランドが存在する二重通貨制度をとっていた時期があり、前者は非居住者によって保有される南アフリカの証券やそのほか南アフリカの投資手段の売却や償還に適用され、後者は管理通貨制度によって全ての国内の取引に適用されていた。しかし1995年3月13日に金融ランドは廃止され、新ランドに一元化された。
また現在、ランドは南アフリカ共和国、エスワティニ、ナミビア、レソトから構成される共通通貨地域の通貨でもある。かつてはハイパーインフレーションの結果自国通貨のジンバブエ・ドルの発行を停止し、外貨流通を認めた隣国のジンバブエでは、ランドが米ドルとともに使われていた（2019年6月に暫定通貨RTGSドルがジンバブエ唯一の法定通貨と指定され、外貨を法定通貨とすることが禁止された）。

## 由来
ランドの語源はハウテン州を通る東西に広がった丘陵地帯、ウィットウォーターズランドに由来している。ウィットウォーターズランドの尾根にはヨハネスブルグが築かれ、またその一帯で南アフリカ最大の金鉱が発見されたことによる。なお通貨コードのZARは、南アフリカランドをオランダ語で表記した Zuid-Afrikaanse Rand から採用された。

## 硬貨
最初の硬貨はランドが導入された1961年に½、1、2½、5、10、20、50セント硬貨が発行された。その後は1965年に2½セント硬貨に代わって2セント硬貨が導入され、さらに½セント硬貨が1973年を最後に鋳造を停止。1989年には新たに2ランド硬貨、1990年に5ランド硬貨がそれぞれ導入。2002年4月にはインフレーション対策を主眼に通貨の平価切り下げを目的として1、2セント硬貨が発行停止され、更に2012年には5セント硬貨も発行が停止された。現在流通している硬貨は10、20、50セント、1、2、5ランドの6種類であり、現金取引の際の端数は10セント単位に丸められる（既に発行停止された1、2、5セント硬貨も法的には有効である）。最新版の硬貨の材質は、10セントが銅めっき鋼鉄、20、50セントが黄銅めっき鋼鉄、1、2ランドがニッケルめっき銅、5ランドがバイメタル貨となっている。
通貨偽造対策として2005年2月に新紙幣が発行されたのと同じように、新しい5ランド硬貨が2004年8月に発行された。特徴として2種類の金属を使う構造になっており（1、2ユーロ硬貨、あるいは1、2イギリス・ポンド硬貨、2カナダ・ドル硬貨、1アルゼンチン・ペソ硬貨と類似している）、通貨の縁に添うような形でのこぎり状の溝と極小文字の刻印がある（それ以前の旧5ランド硬貨は現行の1、2ランドと同様の銀色一色の硬貨）。また新紙幣も数字に同様の特徴がある。

## 紙幣
第1次紙幣に当たる1961年シリーズの1、2、10、20ランド紙幣は、前身のポンド紙幣から円滑な移行をするためデザインや色調がポンド紙幣のそれに似せてあり、初代ケープタウンVOC行政官であるヤン・ファン・リーベックの肖像が描かれた紙幣が発行された。さらに英語とアフリカーンス語で額面を併記し、英語表記が上位に記載される版、アフリカーンス語が上位に記載される版といった同額紙幣を2種類発行する慣例も引き継がれ、1966年シリーズ（第2次紙幣）で発行された紙幣でも同様の慣例が継承された。1966年シリーズでは新たに5ランド紙幣が導入された一方、20ランド紙幣の発行はされなかった。
1978年シリーズ（第3次紙幣）は2、5、10、20ランド紙幣に加えて1984年に50ランド紙幣が導入され、デザインも大幅に変更された。加えて同額紙幣は1種類のみの発行となり、2、10、50ランド紙幣がアフリカーンス語を上位に記載し、5、20ランドは英語が上位に記載された。ただしヤン・ファン・リーベックの肖像は変更されなかった。
1992年シリーズ（第4次紙幣）では、デザインが5種類の野生動物へ変更された。2、5ランドは紙幣から硬貨での発行となり、10、20、50ランド紙幣に加えて1994年から100、200ランド紙幣が導入されている。
2005年シリーズ（第5次紙幣）は額面に変更がなく、基本的なデザインにも変更がされなかった。ただし通貨偽造対策として新たにユーリオンが描かれ、さらに50ランド以上の額面紙幣には色調が変化する特殊インク技術を用いた紙幣が発行された。表には英語、裏には南アフリカの公用語全11言語のうち英語とそのほか2言語で額面が記載されている。
2012年シリーズ（第6次紙幣）では、それまで表面に描かれていた動物の絵柄は裏面に変更され、表面には新たにネルソン・マンデラ元大統領の肖像画が描かれている。
2018年シリーズ（第7次紙幣）では、表面のマンデラ氏の肖像画は変更されなかったが、裏面は若かった頃のマンデラ氏の肖像画やゆかりの地をあしらったデザインに変更されている。
現在最新の紙幣のシリーズは2023年シリーズ（第8次紙幣）であり、表面にネルソン・マンデラの肖像画、裏面に動物の絵柄が描かれているのは2012年シリーズ（第6次紙幣）と同様であるが、額面金額の数字や文字の配置などのデザインは異なっている。

## 為替レート
かつては1ランド300円以上をつけていた時代もあった（1978年）。1985年（プラザ合意）に100円を割り、1991年に50円を割っている（下の右グラフ参照）。
| 対ドル |  | 対円 |
| 対ドル |  | 対円 |